# Saranciova Dolîna, Hadeaci
Saranciova Dolîna (în ucraineană Саранчова Долина) este un sat în comuna Sarî din raionul Hadeaci, regiunea Poltava, Ucraina.

## Demografie
Componența lingvistică a localității Saranciova Dolîna
     Ucraineană (100%)
Conform recensământului din 2001, toată populația localității Saranciova Dolîna era vorbitoare de ucraineană (100%).